# Fußball-Club Energie Cottbus 2018-2019
Questa voce raccoglie le informazioni riguardanti il Fußball-Club Energie Cottbus nelle competizioni ufficiali della stagione 2018-2019.

## Stagione
Nella stagione 2018-2019 l'Energie Cottbus, allenato da Claus-Dieter Wollitz, concluse il campionato di 3. Liga al 17º posto e fu retrocesso in Regionalliga. In Coppa di Germania l'Energie Cottbus fu eliminato al primo turno dal Friburgo.

## Rosa
| N. |                       | Ruolo | Calciatore           |
| -- | --------------------- | ----- | -------------------- |
| 1  | Germania (bandiera)   | P     | Avdo Spahic          |
| 2  | Germania (bandiera)   | D     | Luke Hemmerich       |
| 3  | Kazakistan (bandiera) | D     | Andrej Startsev      |
| 4  | Germania (bandiera)   | D     | Philipp Knechtel     |
| 5  | Germania (bandiera)   | D     | José-Junior Matuwila |
| 6  | Germania (bandiera)   | C     | Jonas Zickert        |
| 7  | Germania (bandiera)   | C     | Kevin Weidlich       |
| 8  | Germania (bandiera)   | C     | Felix Geisler        |
| 9  | Germania (bandiera)   | A     | Kevin Scheidhauer    |
| 10 | Germania (bandiera)   | C     | Fabio Viteritti      |
| 11 | Germania (bandiera)   | A     | Streli Mamba         |
| 12 | Germania (bandiera)   | D     | Fabian Holthaus      |
| 13 | Germania (bandiera)   | C     | Paul Gehrmann        |
| 14 | Brasile (bandiera)    | C     | Marcelo Freitas      |
| 16 | Germania (bandiera)   | D     | Robert Müller        |
| 17 | Germania (bandiera)   | C     | Maximilian Zimmer    |

| N. |                     | Ruolo | Calciatore         |
| -- | ------------------- | ----- | ------------------ |
| 18 | Canada (bandiera)   | C     | Daniel Stanese     |
| 19 | Germania (bandiera) | C     | Fabian Graudenz    |
| 20 | Germania (bandiera) | C     | Tim Kruse          |
| 21 | Germania (bandiera) | C     | Daniel Bohl        |
| 22 | Germania (bandiera) | D     | Lasse Schlüter     |
| 23 | Germania (bandiera) | C     | Lars Bender        |
| 25 | Germania (bandiera) | D     | Marcel Baude       |
| 27 | Germania (bandiera) | A     | Abdulkadir Beyazıt |
| 28 | Germania (bandiera) | C     | Niklas Geisler     |
| 29 | Germania (bandiera) | D     | Leon Schneider     |
| 30 | Germania (bandiera) | P     | Tim Stawecki       |
| 31 | Germania (bandiera) | P     | Kevin Rauhut       |
| 33 | Germania (bandiera) | A     | Moritz Broschinski |
| 34 | Germania (bandiera) | C     | Colin Raak         |
| 35 | Albania (bandiera)  | C     | Jürgen Gjasula     |
| 38 | Bulgaria (bandiera) | A     | Dimităr Rangelov   |

## Organigramma societario
Area tecnica
- Allenatore: Claus-Dieter Wollitz
- Allenatore in seconda: Sebastian Abt, Frank Eulberg, Rene Renno
- Preparatore dei portieri: Anton Wittmann
- Preparatori atletici: Maurice Ehmke, Ken Kaiser, Oliver Krautz, Bastian Rost

## Calciomercato

### Sessione estiva
| Acquisti | Acquisti           | Acquisti    | Acquisti |
| R.       | Nome               | da          | Modalità |
| -------- | ------------------ | ----------- | -------- |
| A        | Dimităr Rangelov   | Sconosciuta |          |
| A        | Abdulkadir Beyazıt | Babelsberg  |          |
| C        | Daniel Stanese     | Aalen       |          |

| Cessioni | Cessioni               | Cessioni        | Cessioni |
| R.       | Nome                   | a               | Modalità |
| -------- | ---------------------- | --------------- | -------- |
| D        | Malte Karbstein        | Werder Brema II |          |
| A        | Benjamin Förster       | Altglienicke    |          |
| A        | Gabriel Boakye         | Colonia II      |          |
| P        | Matti Kamenz           | Zwickau         |          |
| C        | Christos Papadimitriou | Mauerwerk       |          |
| C        | Alexander Siebeck      | Karlsruhe       |          |

### Sessione invernale
| Acquisti | Acquisti       | Acquisti         | Acquisti |
| R.       | Nome           | da               | Modalità |
| -------- | -------------- | ---------------- | -------- |
| C        | Daniel Bohl    | Hallescher       |          |
| C        | Jürgen Gjasula | Viktoria Berlino |          |
| D        | Luke Hemmerich | Erzgebirge Aue   |          |
| D        | Robert Müller  | Uerdingen 05     |          |

| Cessioni | Cessioni      | Cessioni   | Cessioni |
| R.       | Nome          | a          | Modalità |
| -------- | ------------- | ---------- | -------- |
| D        | Max Grundmann | BFC Dynamo |          |

## Risultati

### 3. Liga

#### Girone di andata
| Arbitro: | Storks |

|                                      |           |  |
| Viteritti 2’ (rig.), 20’ Geisler 86’ | Marcatori |  |

| Arbitro: | Schmidt |

|  |           |                |
|  | Marcatori | 35’, 90’ Mamba |

| Arbitro: | Waschitzki-Günther |

|                |           |                        |
| Stein 88’, 90’ | Marcatori | 42’ Marseiler 84’ Hain |

| Arbitro: | Fritsch |

|                                       |           |           |
| Ademi 28’ Skarlatidis 44’ Baumann 64’ | Marcatori | 89’ Mamba |

| Arbitro: | Bacher |

|                      |           |                 |
| Viteritti 14’ (rig.) | Marcatori | 90’ Granatowski |

| Arbitro: | Schlager |

|                                |           |  |
| Graudenz 33’ (aut.) Karger 59’ | Marcatori |  |

| Cottbus 15 settembre 2018, ore 14:00 CEST 7ª giornata | Energie Cottbus | 0 – 0 referto | Sonnenhof G. | Stadion der Freundschaft (5 633 spett.)\| Arbitro: \| Ittrich \| |
| Arbitro:                                              | Ittrich         |               |              |                                                                  |

| Arbitro: | Winter |

|                                |           |  |
| Kobylański 3’, 9’ Borgmann 54’ | Marcatori |  |

| Arbitro: | Brütting |

|            |           |                    |
| Zimmer 31’ | Marcatori | 14’ Bahn 19’ Jopek |

| Arbitro: | Schröder |

|                     |           |  |
| Pourié 26’ Fink 55’ | Marcatori |  |

| Arbitro: | Hanslbauer |

|                       |           |              |
| Freitas 45’ Mamba 60’ | Marcatori | 24’ Könnecke |

| Arbitro: | Haslberger |

|                                   |           |              |
| Hartmann 6’ Uaferro 16’ Scheu 76’ | Marcatori | 57’ Weidlich |

| Arbitro: | Gräfe |

|                        |           |                     |
| Stein 42’ Rangelov 49’ | Marcatori | 53’ Günther-Schmidt |

| Arbitro: | Osmanagic |

|  |           |                        |
|  | Marcatori | 48’ Stein 75’ Schlüter |

| Arbitro: | Steinhaus-Webb |

|                         |           |                                     |
| Freitas 64’ Geisler 89’ | Marcatori | 45’ (rig.) Oesterhelweg 60’ Wegkamp |

| Arbitro: | Badstübner |

|                                         |           |               |
| Heider 29’ Farrona-Pulido 82’ Klaas 88’ | Marcatori | 86’ Viteritti |

| Arbitro: | Cortus |

|  |           |                     |
|  | Marcatori | 76’ Dorda 80’ Litka |

| Arbitro: | Bokop |

|                                |           |                             |
| Bär 13’ Morys 49’ Rehfeldt 67’ | Marcatori | 24’, 65’ Mamba 90’ Rangelov |

| Arbitro: | Dingert |

|  |           |                     |
|  | Marcatori | 64’ (aut.) Matuwila |

#### Girone di ritorno
| Arbitro: | Waschitzki-Günther |

|  |           |                         |
|  | Marcatori | 36’ Bender 63’ Rangelov |

| Arbitro: | Hanslbauer |

|                           |           |                         |
| Scheidhauer 82’ Mamba 90’ | Marcatori | 5’ Lorch 9’, 33’ Hansch |

| Unterhaching 20 marzo 2019, ore 19:00 CET 22ª giornata | Unterhaching | 0 – 0 referto | Energie Cottbus | Sportpark Unterhaching (1 500 spett.)\| Arbitro: \| Winter \| |
| Arbitro:                                               | Winter       |               |                 |                                                               |

| Arbitro: | Lossius |

|              |           |                       |
| Rangelov 78’ | Marcatori | 11’ Baumann 59’ Ademi |

| Arbitro: | Stegemann |

|                                 |           |  |
| Proschwitz 24’ Piossek 33’, 57’ | Marcatori |  |

| Arbitro: | Aarnink |

|             |           |                   |
| Geisler 90’ | Marcatori | 63’ Lex 86’ Owusu |

| Aspach 2 marzo 2019, ore 14:00 CET 26ª giornata | Sonnenhof G. | 0 – 0 referto | Energie Cottbus | Mechatronik Arena (1 567 spett.)\| Arbitro: \| Kempkes \| |
| Arbitro:                                        | Kempkes      |               |                 |                                                           |

| Arbitro: | Steinhaus-Webb |

|                               |           |  |
| Rangelov 4’ Mamba 8’ Bohl 26’ | Marcatori |  |

| Arbitro: | Gerach |

|                    |           |                                     |
| Sohm 12’ Heyer 42’ | Marcatori | 28’ Weidlich 50’ Mamba 90’ Matuwila |

| Arbitro: | Müller |

|  |           |                |
|  | Marcatori | 5’, 76’ Pourié |

| Arbitro: | Zorn |

|                              |           |              |
| Wachsmuth 39’ Lauberbach 69’ | Marcatori | 89’ Weidlich |

| Arbitro: | Heft |

|                                                      |           |                                                |
| Gjasula 7’ (rig.) Freitas 23’ Holthaus 80’ Mamba 86’ | Marcatori | 20’ Scheu 41’ (rig.) Fritz 74’ (aut.) Rangelov |

| Arbitro: | Müller |

|                             |           |                    |
| Wolfram 5’ Tietz 77’ (rig.) | Marcatori | 11’ (aut.) Gerlach |

| Arbitro: | Reichel |

|                    |           |                   |
| Gjasula 80’ (rig.) | Marcatori | 89’ Löhmannsröben |

| Arbitro: | Jablonski |

|  |           |                                         |
|  | Marcatori | 58’ Schlüter 61’ Weidlich 67’ Viteritti |

| Arbitro: | Gräfe |

|           |           |                      |
| Mamba 54’ | Marcatori | 52’ Heider 75’ Girth |

| Arbitro: | Petersen |

|             |           |                   |
| Pflücke 22’ | Marcatori | 27’, 63’ Rangelov |

| Arbitro: | Storks |

|                          |           |                  |
| Gjasula 12’ Matuwila 77’ | Marcatori | 31’ (rig.) Sessa |

| Arbitro: | Schlager |

|                     |           |                      |
| Pfitzner 31’ (rig.) | Marcatori | 57’ (rig.) Viteritti |

### Coppa di Germania
| Arbitro: | Osmers |

|                              |                      |                                        |
| Freitas 46’ Viteritti 103’   | Marcatori            | 90’ Frantz 99’ Petersen                |
| Stein Freitas Schlüter Kruse | Tiri di rigore 3 – 5 | Petersen Lienhart Höfler Frantz Heintz |

## Statistiche

### Statistiche di squadra
| Competizione      | Punti | In casa | In casa | In casa | In casa | In casa | In casa | In trasferta | In trasferta | In trasferta | In trasferta | In trasferta | In trasferta | Totale | Totale | Totale | Totale | Totale | Totale | DR |
| Competizione      | Punti | G       | V       | N       | P       | Gf      | Gs      | G            | V            | N            | P            | Gf           | Gs           | G      | V      | N      | P      | Gf     | Gs     | DR |
| ----------------- | ----- | ------- | ------- | ------- | ------- | ------- | ------- | ------------ | ------------ | ------------ | ------------ | ------------ | ------------ | ------ | ------ | ------ | ------ | ------ | ------ | -- |
| 3. Liga           | 45    | 19      | 6       | 5       | 8       | 28      | 28      | 19           | 6            | 4            | 9            | 23           | 30           | 38     | 12     | 9      | 17     | 51     | 58     | -7 |
| Coppa di Germania | -     | 1       | 0       | 1       | 0       | 2       | 2       | 0            | 0            | 0            | 0            | 0            | 0            | 1      | 0      | 1      | 0      | 2      | 2      | 0  |
| Totale            | 45    | 20      | 6       | 6       | 8       | 30      | 30      | 19           | 6            | 4            | 9            | 23           | 30           | 39     | 12     | 10     | 17     | 53     | 60     | -7 |

### Andamento in campionato
| Giornata  | 1 | 2 | 3 | 4 | 5 | 6  | 7  | 8  | 9  | 10 | 11 | 12 | 13 | 14 | 15 | 16 | 17 | 18 | 19 | 20 | 21 | 22 | 23 | 24 | 25 | 26 | 27 | 28 | 29 | 30 | 31 | 32 | 33 | 34 | 35 | 36 | 37 | 38 |
| --------- | - | - | - | - | - | -- | -- | -- | -- | -- | -- | -- | -- | -- | -- | -- | -- | -- | -- | -- | -- | -- | -- | -- | -- | -- | -- | -- | -- | -- | -- | -- | -- | -- | -- | -- | -- | -- |
| Luogo     | C | T | C | T | C | T  | C  | T  | C  | T  | C  | T  | C  | T  | C  | T  | C  | T  | C  | T  | C  | T  | C  | T  | C  | T  | C  | T  | C  | T  | C  | T  | C  | T  | C  | T  | C  | T  |
| Risultato | V | V | N | P | N | P  | N  | P  | P  | P  | V  | P  | V  | V  | N  | P  | P  | N  | P  | V  | P  | N  | P  | P  | P  | N  | V  | V  | P  | P  | V  | P  | N  | V  | P  | V  | V  | N  |
| Posizione | 2 | 1 | 1 | 6 | 7 | 12 | 11 | 15 | 17 | 18 | 14 | 19 | 15 | 12 | 12 | 15 | 15 | 14 | 15 | 14 | 14 | 15 | 17 | 17 | 18 | 18 | 17 | 16 | 18 | 18 | 18 | 18 | 18 | 17 | 18 | 15 | 15 | 17 |

Legenda:

Luogo: C = Casa; T = Trasferta. Risultato: V = Vittoria; N = Pareggio; P = Sconfitta.

### Statistiche dei giocatori
| Giocatore      | 3. Liga  | 3. Liga | 3. Liga     | 3. Liga    | Coppa di Germania | Coppa di Germania | Coppa di Germania | Coppa di Germania | Totale   | Totale | Totale      | Totale     |
| Giocatore      | Presenze | Reti    | Ammonizioni | Espulsioni | Presenze          | Reti              | Ammonizioni       | Espulsioni        | Presenze | Reti   | Ammonizioni | Espulsioni |
| -------------- | -------- | ------- | ----------- | ---------- | ----------------- | ----------------- | ----------------- | ----------------- | -------- | ------ | ----------- | ---------- |
| M. Baude       | 4        | 0       | 1           | 0          | 1                 | 0                 | 0                 | 0                 | 5        | 0      | 1           | 0          |
| L. Bender      | 10       | 1       | 0           | 0          | 0                 | 0                 | 0                 | 0                 | 10       | 1      | 0           | 0          |
| A. Beyazıt     | 5        | 0       | 1           | 0          | 0                 | 0                 | 0                 | 0                 | 5        | 0      | 1           | 0          |
| D. Bohl        | 16       | 1       | 7           | 0          | 0                 | 0                 | 0                 | 0                 | 16       | 1      | 7           | 0          |
| M. Broschinski | 10       | 0       | 0           | 0          | 0                 | 0                 | 0                 | 0                 | 10       | 0      | 0           | 0          |
| M. Freitas     | 31       | 3       | 4           | 0          | 1                 | 1                 | 0                 | 0                 | 32       | 4      | 4           | 0          |
| P. Gehrmann    | 8        | 0       | 2           | 0          | 0                 | 0                 | 0                 | 0                 | 8        | 0      | 2           | 0          |
| F. Geisler     | 27       | 3       | 4           | 0          | 1                 | 0                 | 0                 | 0                 | 28       | 3      | 4           | 0          |
| N. Geisler     | 0        | 0       | 0           | 0          | 0                 | 0                 | 0                 | 0                 | 0        | 0      | 0           | 0          |
| J. Gjasula     | 16       | 3       | 5           | 0          | 0                 | 0                 | 0                 | 0                 | 16       | 3      | 5           | 0          |
| F. Graudenz    | 6        | 0       | 0           | 0          | 0                 | 0                 | 0                 | 0                 | 6        | 0      | 0           | 0          |
| M. Grundmann   | 1        | 0       | 0           | 0          | 0                 | 0                 | 0                 | 0                 | 1        | 0      | 0           | 0          |
| L. Hemmerich   | 17       | 0       | 1           | 0          | 0                 | 0                 | 0                 | 0                 | 17       | 0      | 1           | 0          |
| F. Holthaus    | 20       | 1       | 2           | 0          | 0                 | 0                 | 0                 | 0                 | 20       | 1      | 2           | 0          |
| M. Karbstein   | 0        | 0       | 0           | 0          | 0                 | 0                 | 0                 | 0                 | 0        | 0      | 0           | 0          |
| P. Knechtel    | 5        | 0       | 1           | 0          | 0                 | 0                 | 0                 | 0                 | 5        | 0      | 1           | 0          |
| T. Kruse       | 15       | 0       | 4           | 1          | 1                 | 0                 | 0                 | 0                 | 16       | 0      | 4           | 1          |
| S. Mamba       | 36       | 11      | 10          | 0          | 1                 | 0                 | 0                 | 0                 | 37       | 11     | 10          | 0          |
| J. Matuwila    | 36       | 2       | 8           | 2          | 1                 | 0                 | 0                 | 0                 | 37       | 2      | 8           | 2          |
| R. Müller      | 17       | 0       | 0           | 0          | 0                 | 0                 | 0                 | 0                 | 17       | 0      | 0           | 0          |
| C. Raak        | 1        | 0       | 1           | 0          | 0                 | 0                 | 0                 | 0                 | 1        | 0      | 1           | 0          |
| D. Rangelov    | 24       | 7       | 5           | 0          | 0                 | 0                 | 0                 | 0                 | 24       | 7      | 5           | 0          |
| K. Rauhut      | 9        | 0       | 2           | 0          | 0                 | 0                 | 0                 | 0                 | 9        | 0      | 2           | 0          |
| K. Scheidhauer | 14       | 1       | 4           | 0          | 1                 | 0                 | 1                 | 0                 | 15       | 1      | 5           | 0          |
| L. Schlüter    | 33       | 2       | 6           | 0          | 1                 | 0                 | 0                 | 0                 | 34       | 2      | 6           | 0          |
| L. Schneider   | 14       | 0       | 1           | 0          | 0                 | 0                 | 0                 | 0                 | 14       | 0      | 1           | 0          |
| A. Spahic      | 30       | 0       | 1           | 0          | 1                 | 0                 | 0                 | 0                 | 31       | 0      | 1           | 0          |
| D. Stanese     | 7        | 0       | 1           | 0          | 1                 | 0                 | 0                 | 0                 | 8        | 0      | 1           | 0          |
| A. Startsev    | 10       | 0       | 3           | 1          | 1                 | 0                 | 1                 | 0                 | 11       | 0      | 4           | 1          |
| T. Stawecki    | 0        | 0       | 0           | 0          | 0                 | 0                 | 0                 | 0                 | 0        | 0      | 0           | 0          |
| M. Stein       | 18       | 4       | 5           | 0          | 1                 | 0                 | 0                 | 0                 | 19       | 4      | 5           | 0          |
| F. Viteritti   | 34       | 6       | 4           | 0          | 1                 | 1                 | 0                 | 0                 | 35       | 7      | 4           | 0          |
| K. Weidlich    | 35       | 4       | 9           | 0          | 1                 | 0                 | 0                 | 0                 | 36       | 4      | 9           | 0          |
| J. Zickert     | 2        | 0       | 0           | 0          | 0                 | 0                 | 0                 | 0                 | 2        | 0      | 0           | 0          |
| M. Zimmer      | 13       | 1       | 3           | 0          | 1                 | 0                 | 1                 | 0                 | 14       | 1      | 4           | 0          |